# Hermilius tachysuri
Hermilius tachysuri is een eenoogkreeftjessoort uit de familie van de Caligidae. De wetenschappelijke naam van de soort is voor het eerst geldig gepubliceerd in 1980 door Pillai & Natarajan.